# Lysiteles brunettii
Lysiteles brunettii es una especie de araña cangrejo del género Lysiteles, familia Thomisidae, orden Araneae.

## Distribución
Esta especie se encuentra en India.

## Taxonomía
Fue descrita científicamente por Tikader en 1962.
Tratamiento taxonómico
La especie aparece registrada y publicada en Studies on some Indian spiders (Araneae: Arachnida). Journal of the Linnean Society of London, Zoology 44(300): 561–584.